# Хлопіни
Хлопіни (пол. Chłopiny, нім. Saugarten) — село в Польщі, у гміні Любішин Гожовського повіту Любуського воєводства.
Населення — 179 осіб (2011).

## Демографія
Демографічна структура станом на 31 березня 2011 року:
|          | Загалом | Допрацездатний вік | Працездатний вік | Постпрацездатний вік |
| -------- | ------- | ------------------ | ---------------- | -------------------- |
| Чоловіки | 92      | 22                 | 66               | 4                    |
| Жінки    | 87      | 24                 | 51               | 12                   |
| Разом    | 179     | 46                 | 117              | 16                   |